# Tomaatmineermot
De tomaatmineermot of tomatenmineermot (Tuta absoluta) is een vlinder uit de familie tastermotten (Gelechiidae). De wetenschappelijke naam werd voor het eerst geldig gepubliceerd in 1917 door Edward Meyrick.
De tomaatmineermot is een plaaginsect voor de teelt van tomaat en aardappel, maar gebruikt ook andere planten uit de nachtschadefamilie als waardplanten. Zo'n 4 tot 5 dagen sluipen de rupsjes uit de afgezette eitjes, die zijn afgezet op de onderkant van het blad. De rupsjes maken vervolgens mijnen in bladeren of kruipen in de vrucht. Het rupsstadium duurt 13 tot 15 dagen, het rupsje wordt 7,5 millimeter lang. Vervolgens leeft de pop nog ongeveer 9 tot 11 dagen. De volwassen vlinder heeft een voorvleugellengte van ongeveer 1 centimeter. De tomaatmineermot kent geen diapauze en kent meerdere generaties per jaar.
De soort komt van oorsprong voor in Centraal-Amerika en heeft zijn areaal naar Zuid-Amerika uitgebreid. In 2006 is de soort geïntroduceerd geraakt in Spanje en heeft zich verspreid over Zuid-Europa en het Midden-Oosten. Ook in noordelijker landen is de soort terechtgekomen, met name in kassen. Ook in Nederland en België is de soort aangetroffen.